# Dindsenchas
Dindsenchas o Dindshenchas (segons l'ortografia moderna: Dinnseanchas o Dinnsheanchas o Dinnṡeanċas), significant "tradició dels llocs" (la paraula irlandesa moderna dinnseanchas significa " topografia "), és una classe de text onomàstic en l'antiga literatura irlandesa dels orígens dels noms de llocs i les tradicions respecte a esdeveniments i caràcters associats amb els llocs en qüestió. Com que moltes de les llegendes relatades es refereixen als actes de figures mítiques i llegendàries, el dindsenchas és una font important per a l'estudi de la mitologia irlandesa. Dinnseanchas també pot referir-se a una revista irlandesa que parla sobre els significats dels noms de llocs. 

## Obres
El cos literari del dindsenchas comprèn aproximadament 176 poemes més un nombre de comentaris en prosa i contes en prosa independents (l'anomenat "dindsenchas en prosa" és sovint distingit del "en vers", "poètic" o "dindsenchas mètric"). Com a recopilació el dindsenchas ha sobreviscut a dues diferents recensions. La primera recensió es troba al Llibre de Leinster, un manuscrit del segle XII, amb supervivències parcials en un nombre d'altres manuscrits usats com a font. El text mostra senyals d'haver estat compilat d'un nombre de fonts provincials i els poemes anteriors daten almenys del segle xi. La segona recensió sobreviu més o menys intacta en tretze manuscrits diferents, majoritàriament datant dels segles XIV i XV. Aquest recensió conté un nombre de poemes composts després del Llibre de Leinster. Les històries del Dindsenchas són també incorporades a textos de sagues tals com Táin Bó Cúailnge i Acallam na Senórach.
Tot i que és conegut avui a través d'aquestes fonts escrites, el dindsenchas és clarament un producte de la pretradició literària i estan estructurats per tal de ser una ajuda mnemotècnica així com una forma de diversió. Dista molt d'una precisa història de com els llocs van ser nomenats. Moltes de les explicacions donades van ser fetes per encaixar en el nom i no al revés, especialment en molts casos on un lloc era molt més vell que l'idioma irlandès mitjà parlat en el temps de la composició dels poemes. En altres casos, els poetes del dindsenchas poden haver inventat noms per a alguns llocs quan el nom d'aquest lloc, si és que en tenia un, no era conegut per ells. Una anàlisi detallada apunta a un origen pre-cristià per a la majoria dels contes. Per exemple, apareixen molts noms de llocs que van ser deixats en desús allà pel segle V dC, quan els registres escrits irlandesos van començar a aparèixer en quantitat.
El coneixement de la història real o putativa de llocs locals va formar una part important de l'educació de l'elit a la Irlanda antiga. Això va formar part de la formació de l'exèrcit, per a qui un coneixement del paisatge era essencial. Va ser també coneixement essencial per a la casta dels bards, dels quals s'esperava que recitessin poemes contestant preguntes sobre orígens dels noms dels llocs com a part dels seus deures professionals. Consegüentment, el dindshenchas bé pot haver crescut per l'augment de textos locals compilats a escoles com una manera d'ensenyar sobre llocs a la seva àrea.
Edward J. Gwynn va compilar i traduir poemes del dindsenchas a partir del Book of the Dun Cow, el Llibre de Leinster, el Manuscrit Rennes, el Llibre de Ballymote, el Llibre Gran de Lecan i el Llibre Groc de Lecan a El Dindshenchas Mètric, publicat en quatre volums entre 1903 i 1906, amb una introducció general i índexs publicats com a cinquè volum el 1935.